# 黎明大街
黎明大街（려명거리）是一條位於朝鮮民主主義人民共和國首都平壤市大城區域，錦繡山太陽宮至龍興十字路之間的大道。這大道由時任最高領導人金正恩於2016年3月18日提議興建，用意為金日成綜合大學的教授提供住宅。朝鮮中央通訊社說黎明大街比未來科學家大街的面積大兩倍，逾90公頃，設有44棟高樓層住戶，可供4000多戶人居住。此外，這兒還有如幼稚園等附屬設施。金正恩非常重視大街，在建造的一年間曾三度到訪該處，又曾指派內閣總理朴鳳柱及朝鮮勞動黨中央政治局常委崔龍海考察工地，還向參與建設的4萬多人頒發包括金日成勳章和劳动英雄等獎章和稱號。然而，由於整個工程由2016年4月3日動土到竣工僅用九个月就完成，南韓的工程學家因而質疑其施工品質。

## 資料來源
1. 1 2  "金正恩宣布启动黎明大街建设工程" 《朝鮮中央通訊社》 2016-03-18
2. ↑  "朴奉珠考察黎明大街建设工地" 《朝鮮中央通訊社》 2017-02-21
3. ↑  "崔龙海考察黎明大街建设工地" 《朝鮮中央通訊社》2017-01-31
4. ↑  "朝鲜表彰黎明大街建设有功人员" 《朝鮮中央通訊社》 2017-08-12
5. ↑  flypig, , 2018-04-16  [2018-04-16], （原始内容存档于2018-04-18）
6. ↑  . news.kbs.co.kr.   [2016-09-29]. （原始内容存档于2016-10-02）.